# Medij (spiritizam)
Medij, u parapsihologiji, vidovita osoba koja navodno može, u stanju transa, ostvarivati komunikaciju između duša pokojnika i ljudi. Komunikacija se provodi na posebno pripremljenim seansama ili ritualima, a postoji nekoliko varijanti; od one da pokojnikova duša preuzme glas medija i koristi ga za prijenos poruka do fizičke manifestacije duha ili pojave glasa i telekinetičke aktivnosti.

## Vanjske poveznice
- [neaktivna poveznica] (engl.)